# Gretel Romero
Gretel Romero (23 de noviembre de 1988) es una deportista cubana que compite en judo. Ganó una medalla de bronce en los Juegos Panamericanos de 2015 y dos medallas de bronce en el Campeonato Panamericano de Judo, en los años 2015 y 2016.

## Palmarés internacional
| Juegos Panamericanos    | Juegos Panamericanos | Juegos Panamericanos | Juegos Panamericanos |
| Año                     | Lugar                | Medalla              | Categoría            |
| ----------------------- | -------------------- | -------------------- | -------------------- |
| 2015                    | Toronto (Canadá)     | Medalla de bronce    | –52 kg               |
| Campeonato Panamericano |                      |                      |                      |
| Año                     | Lugar                | Medalla              | Categoría            |
| 2015                    | Edmonton (Canadá)    | Medalla de bronce    | –52 kg               |
| 2016                    | La Habana (Cuba)     | Medalla de bronce    | –52 kg               |